# Kaple svaté Cecílie (Granera)
Kaple svaté Cecílie, katalánsky Santa Cecília de Granera, je románská kaple hřbitova obce Granera v comarca Moianès. Je to jedna ze tří nejvýznamnějších památek města; spolu s hradem Granera a farním kostelem sv. Martí. Leží jižně od křižovatky silnic do San Llorenç Savall a Castellterçolu (BV-1245).
Místo je známo od roku 971 jako majetek opatství Santa Cecília de Montserrat. V roce 1187 zdokumentoval rytíř Arnau de Santa název Cecília de Granera. Církev už měla v té době svůj vlastní hřbitov, stejně jako dům, nyní zaniklý, nazvaný Caseta de Santa Cecília. Kaple byla poškozena v roce 1924. Loď byla přestavěna v roce 1950, dostala novou střechu a proběhla všeobecná konsolidace.
Apsida je poloválcová s štěrbinovým oknem a lombardskými oblouky. Fasáda je jednoduchá, s dveřmi orámovanými kamenným zdivem. Nahoře je kruhový oculus. Dlaždicová střecha je sedlová. Fasáda je korunována věží s křížem. Románské malby jsou zcela poškozeny, ale viditelné; zobrazují Krista Maiestas Domini.
Kaple patří mezi kulturní památky (IPAC: 28917).

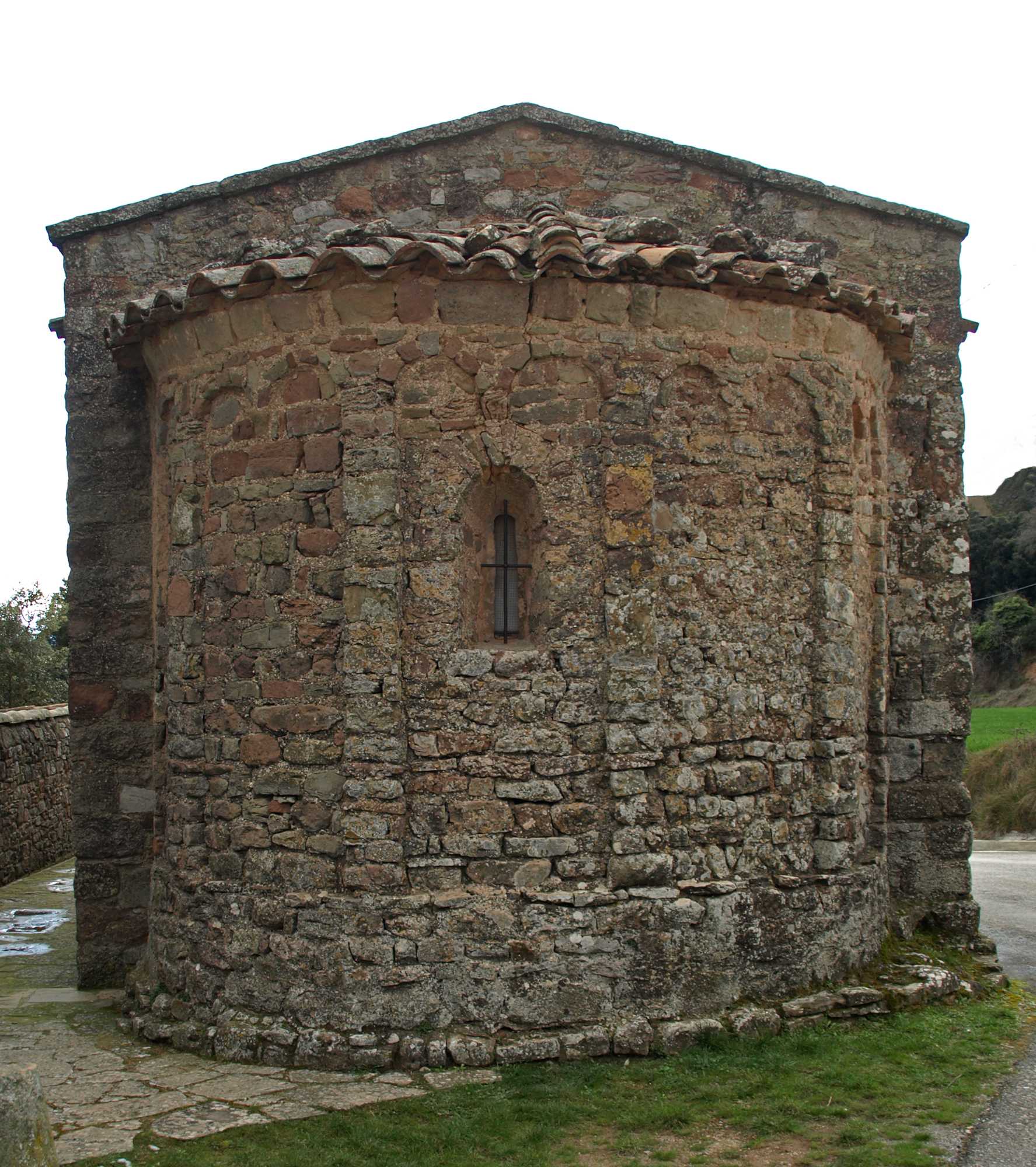
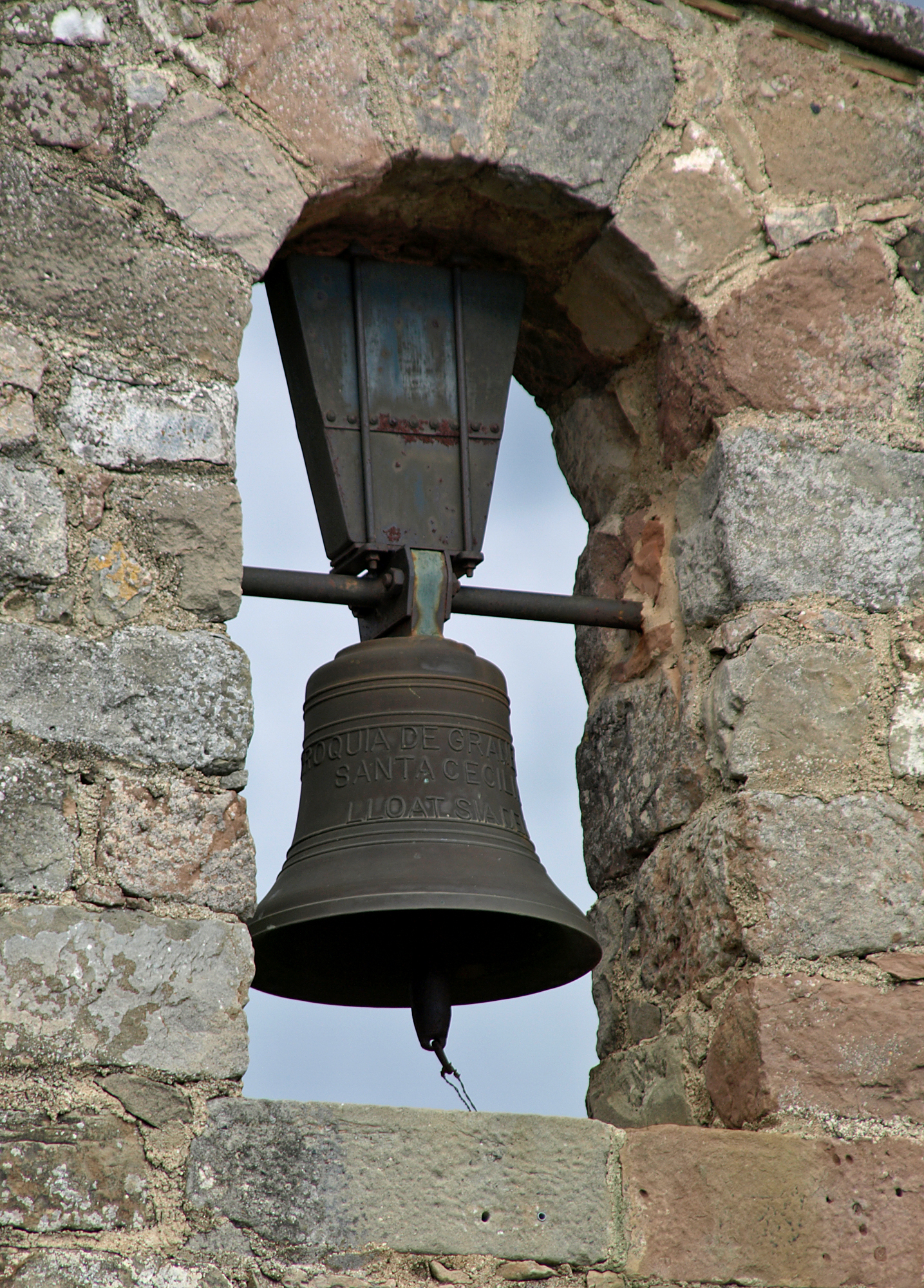